# Parc Nacional del Canyó Bryce

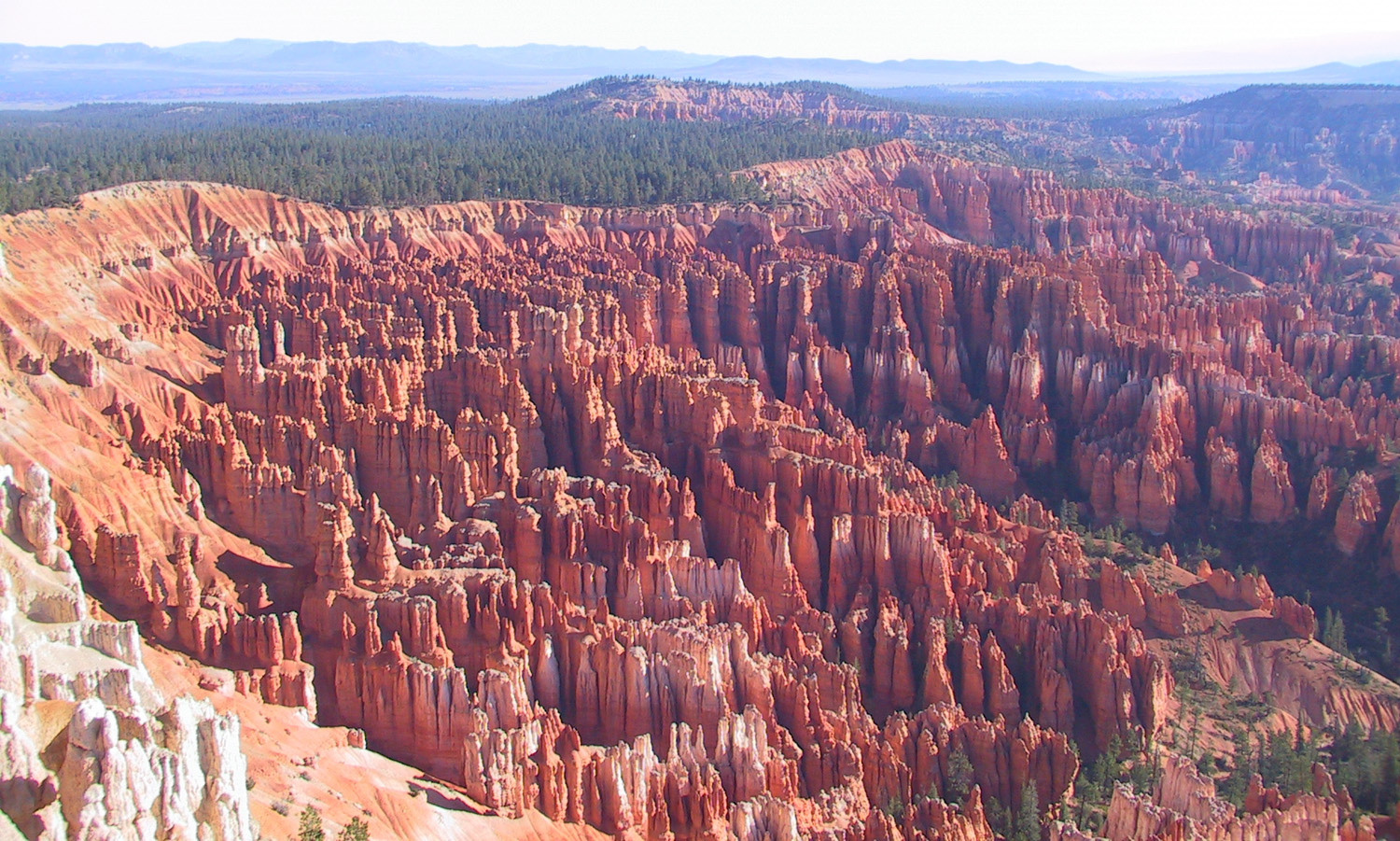
L'amfiteatre Bryce

El Parc Nacional Bryce Canyon o Parc Nacional del Canyó Bryce (Bryce Canyon National Park) es troba al sud-oest de l'estat de Utah, Estats Units.
Tot i el seu nom, el canyó Bryce no és pròpiament un canyó sinó un gran amfiteatre natural format per l'erosió. Bryce destaca per les seves estructures geològiques úniques, anomenades hoodoos, que es van formar per l'erosió causada pel vent, l'aigua i el gel. Bryce es caracteritza per les estructures geològiques anomenades xemeneia de fades, formades per la meteorització de les gelades i l'erosió dels rieres de la roca sedimentària del llit del riu i del llac.
El joc de colors de les roques, vermell, taronja i blanc, recreen vistes espectaculars. Bryce es troba a major altura que el veí Parc Nacional Zion i que el Gran Canyó. La cota mitjana d'altitud es troba entre els 2400 i els 2700 metres. No obstant això, la part meridional es troba a 2100 metres sobre el nivell del mar. A causa d'aquesta varietat de cotes, l'ecologia i el clima varien molt d'una zona a una altra, oferint un espectacular contrast.
Els mormons van ser els primers occidentals en assentar-se en la zona al voltant de 1850, donant-li el nom en honor d'Ebenezer Bryce, primer habitant de la zona.
 L'àrea va esdevenir un monument nacional el 1924, convertint-se en parc nacional quatre anys més tard. Ocupa una àrea de 145 km². Dels tres parcs nacionals de Utah, aquest és el menys visitat degut en gran part a la seva remota localització. Kanab és la ciutat que es troba en un punt intermedi entre els tres parcs, el Bryce Canyon, el Parc Nacional Zion i el Parc Nacional del Gran Canyó. El nom del parc també es va usar per a denominar un programa informàtic encarregat de simular en tres dimensions els paisatges geogràfics.

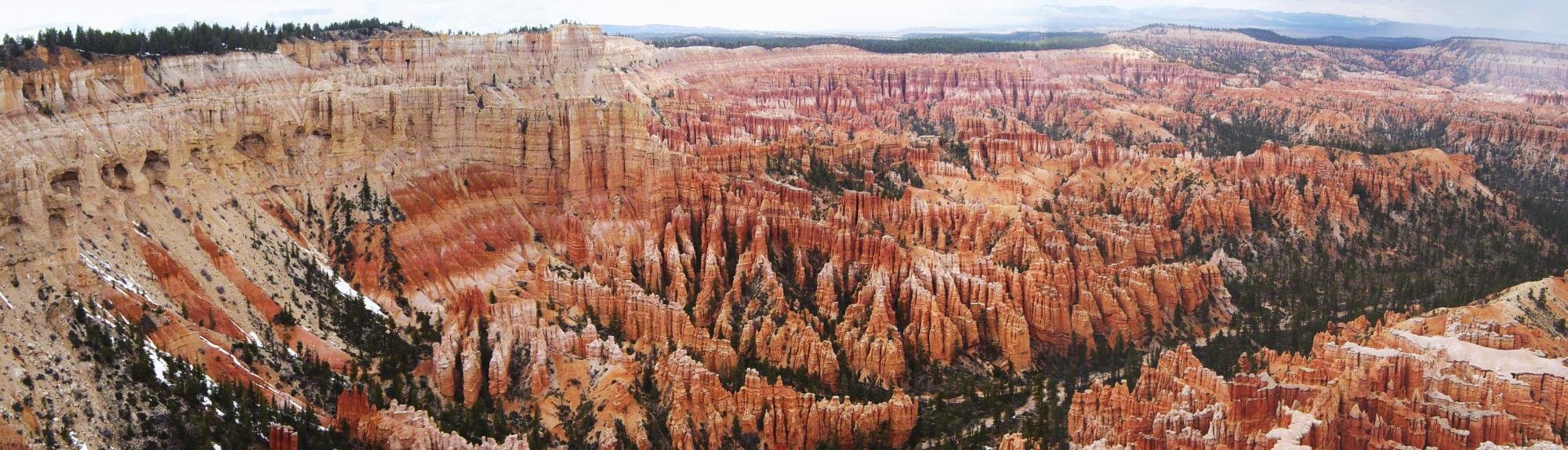
El Canyó Bryce, vist des de Bryce Point, és un amfiteatre natural. Ebenezer Bryce, el seu descobridor, va dir que era el pitjor lloc per perdre una vaca.

L'àrea al voltant de Bryce Canyon va ser designada originalment com a monument nacional pel president Warren G. Harding el 1923 i va ser redesignada com a parc nacional pel Congrés el 1928. El parc cobreix 145 km² i rep substancialment menys visitants que el Parc Nacional de Zion (prop de 4,3 milions el 2016) o el Parc Nacional del Gran Canó (gairebé 6 milions el 2016), en gran part a causa de la ubicació més remota de Bryce. El 2018, Bryce Canyon va rebre 2.679.478 visitants recreatius, un augment de 107.794 visitants respecte l'any anterior.

## Geografia
El parc nacional de Bryce Canyon es troba a la província geogràfica de l'altiplà de Colorado d'Amèrica del Nord i es troba a l'extrem sud-est de l'altiplà de Paunsaugunt a l'oest de les falles de Paunsaugunt (Paunsaugunt és en paiute 'llar del castor'). Els visitants del parc arriben des de la part de l'altiplà del parc i miren per sobre de la vora de l'altiplà cap a una vall que conté la falla i el riu Paria just més enllà d'ella (Paria és en paiute 'aigua fangosa o d'alces'). La vora de l’altiplà de Kaiparowits limita el costat oposat de la vall.
Bryce Canyon no es va formar a partir de l'erosió iniciada des d'un rierol central, el que significa que tècnicament no és un canyó. En canvi, l'erosió capdavantera ha excavat grans característiques en forma d'amfiteatre a les roques d'edat cenozoica de l'altiplà de Paunsaugunt. Aquesta erosió va donar lloc a pinacles delicats i colorits anomenats hoodoos que fan fins a 60 m d'alt. Una sèrie d'amfiteatres s'estén a més de 30 km de nord a sud dins del parc. El més gran és Bryce Amphitheatre, que té 19 km de llarg, 5 km d'ample i 240 m de profund. Un exemple proper d'amfiteatres amb hoodoos a la mateixa formació però a una altitud més alta és al Monument Nacional Cedar Breaks, que es troba 40 km a l'oest a l'altiplà de Markagunt.
Rainbow Point, la part més alta del parc a 2.775 m, es troba al final dels 29 km ruta panoràmica. Des d'allà es poden veure l'altiplà Aquarius, l'amfiteatre Bryce, les muntanyes Henry, els penya-segats Vermilion i els penya-segats blancs. Yellow Creek, on surt del parc a la secció nord-est, és la part més baixa del parc a 2.020 m.

amfiteatre Bryce des de Sunrise Point

## Clima
Segons el sistema de classificació climàtica de Köppen, el Parc Nacional de Bryce Canyon té un clima continental amb estius càlids i secs (Dsb). Els climes Dsb es defineixen perquè el seu mes més fred té una temperatura mitjana mitjana inferior a 0 °C, tots els mesos amb una temperatura mitjana mitjana inferior a 22 °C, almenys quatre mesos amb una temperatura mitjana mitjana superior a 10 °C, i tres vegades més precipitació al mes d'hivern més plujós en comparació amb el mes d'estiu més sec. La zona de resistència de la planta al centre de visitants és de 5b amb una temperatura de l'aire mínima extrema mitjana anual de -23,3 °C.
El parc nacional es troba al sud-oest d'Utah a unes 80 km al nord-est de i 300 m més alt que el Parc Nacional de Zion. El temps a Bryce Canyon és, per tant, més fresc i el parc rep més precipitacions: un total de 380 a 460 mm per any. Les temperatures anuals varien des d'un mínim de -13 °C de mitjana al gener fins a una mitjana màxima de 28 °C al juliol, però les temperatures extremes poden oscil·lar entre -34 a 36 °C. La temperatura màxima rècord al parc va ser 37 °C el 14 de juliol de 2002. La temperatura mínima rècord va ser -32 °C el 6 de febrer de 1989 i el 13 de gener de 1963.

## Geologia

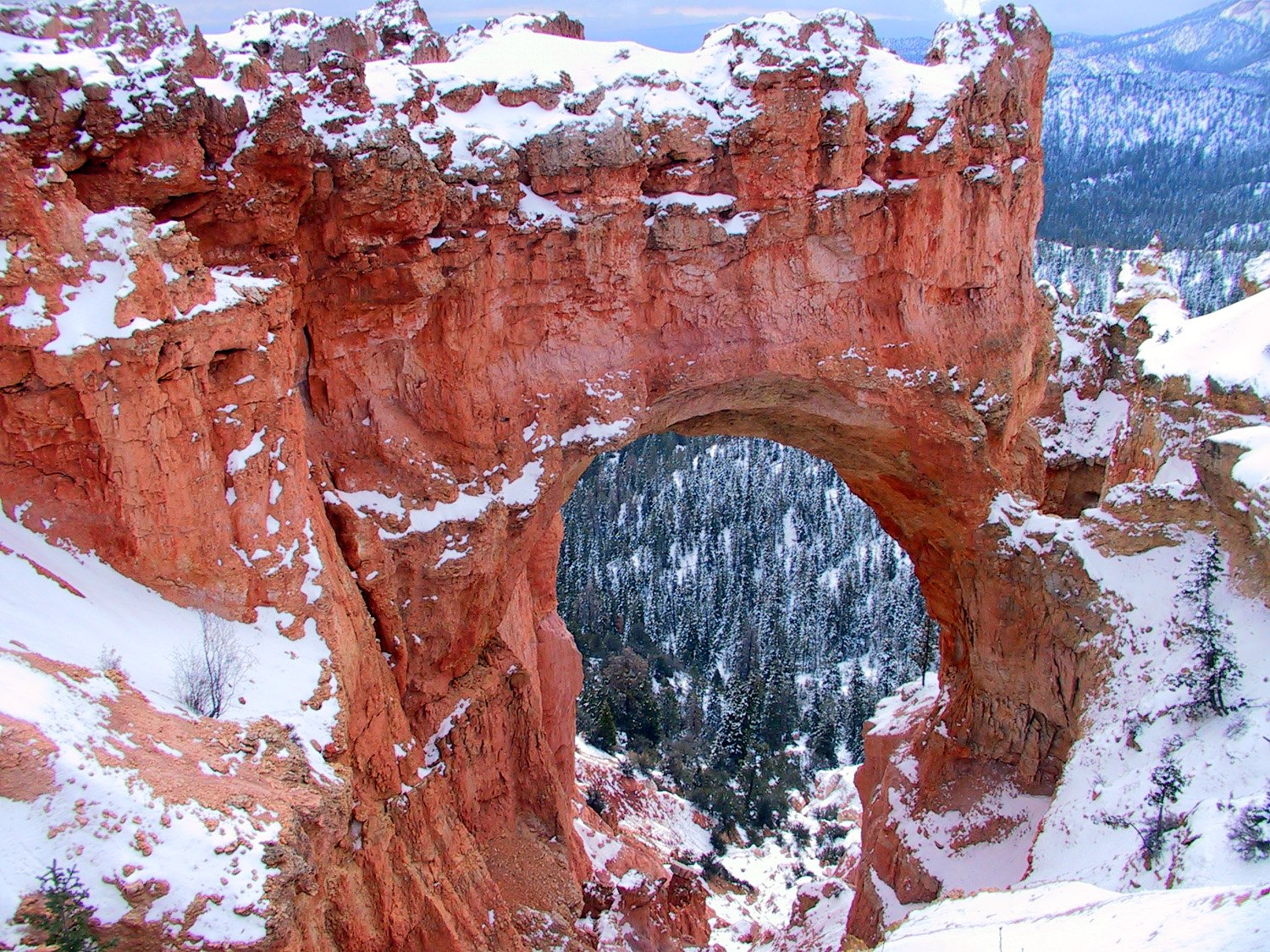
L'erosió de les roques sedimentàries ha creat arcs naturals.

L'àrea de Bryce Canyon mostra un registre de deposició que abasta entre l'última part del període Cretaci i la primera meitat de l'era Cenozoica. L'antic ambient sedimentari de la regió al voltant del que ara és el parc variava. El gres de Dakota i el Tropic Shale es van dipositar a les aigües càlides i poc profundes del Mar Niobrarà que avança i retrocedeix (els afloraments d'aquestes roques es troben fora de les fronteres del parc). La colorida Formació Claron, de la qual es tallen les delicades xemeneies de fades del parc, va ser depositada com a sediments en un sistema de rierols i llacs frescos que van existir des de fa 63 fins a 40 milions d'anys (des del Paleocè fins a l'eocè). Es van dipositar diferents tipus de sediments a mesura que els llacs es van aprofundir i es van fer poc profunds i a mesura que la línia de costa i els deltes dels rius es van moure.
També es van crear diverses altres formacions, però la majoria es van erosionar després de dos períodes importants d'elevació. L'Orogènesi laramidiana va afectar tota la part occidental del que es convertiria en Amèrica del Nord a partir de fa 70 milions d'anys a fa 50 milions d'anys. Aquest esdeveniment va ajudar a construir les Muntanyes Rocoses i en el procés va tancar la via marítima del Cretaci. Les formacions Straight Cliffs, Wahweap i Kaiparowits van ser víctimes d'aquest aixecament. Els altiplans de Colorado es van aixecar fa 16 milions d'anys i es van segmentar en diferents altiplans, cadascun separat dels seus veïns per falles i cadascun amb la seva pròpia taxa d'elevació. El conglomerat Boat Mesa i la formació del riu Sevier van ser eliminats per l'erosió després d'aquest aixecament.

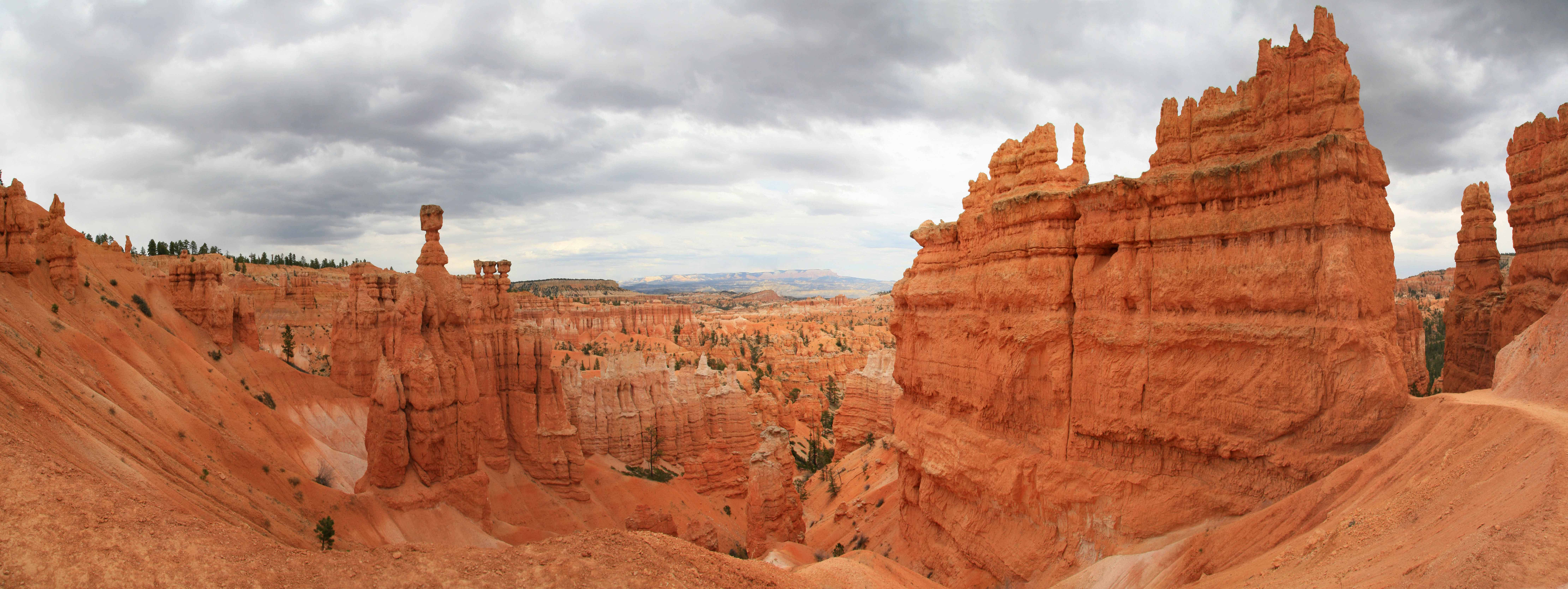
Martell de Thor

Aquest aixecament va crear juntes verticals, que amb el temps es van anar erosionant preferentment. Els suaus penya-segats rosats de la formació Claron es van erosionar per formar pinacles independents en badlands anomenats hoodoos, mentre que els penya-segats blancs més resistents van formar monòlits. Els colors marró, rosa i vermell són de l'hematita (òxid de ferro; ); els grocs de la limonita; i els morats són de pirolusita. També es van crear arcs, ponts naturals, murs i finestres. Els Hoodoos estan formats per roca sedimentària tova i estan rematats per un tros de pedra més dura i menys erosionada que protegeix la columna dels elements. Bryce Canyon té una de les concentracions més altes de hoodoos de qualsevol lloc de la Terra.
Les formacions exposades a la zona del parc formen part de la Gran Escalera. Els membres més antics d'aquesta superseqüència d'unitats de roca estan exposats al Gran Canyó, els intermedis al Parc Nacional de Zion, i les seves parts més joves es descobreixen a la zona del Canyó de Bryce. Es produeix una petita quantitat de superposició a cada parc i als voltants.

## Ecologia

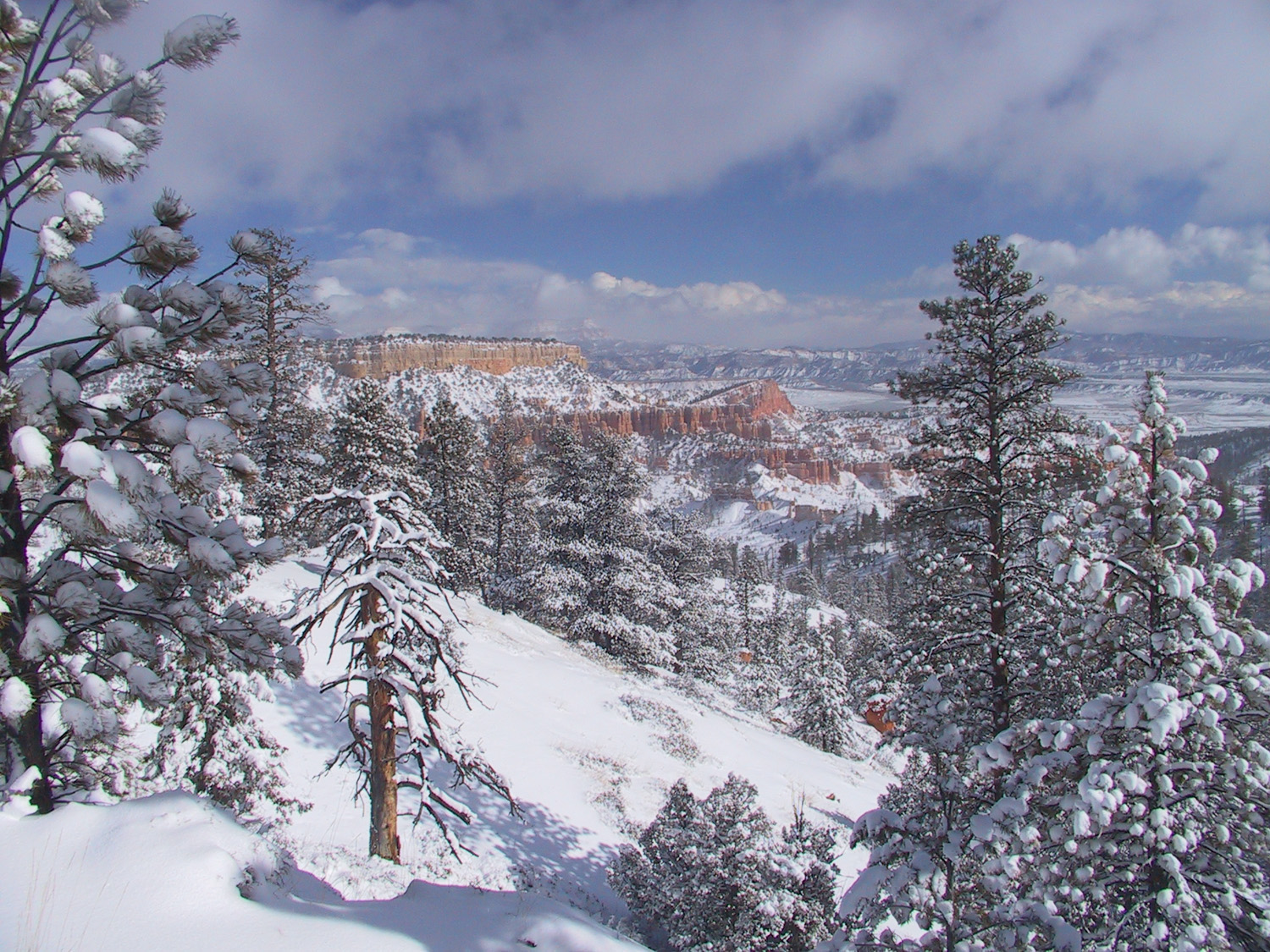
Bryce Canyon té extensos boscos d'avets.

Al parc hi viuen més de 400 espècies de plantes autòctones. Hi ha tres zones de vida al parc en funció de l'elevació: Les zones més baixes del parc estan dominades per boscos nans de pi pinyoner i ginebre i Amelanchier. El tremol, el cotó, el bedoll d'aigua i el salze creixen al llarg dels rierols. Els boscos de pi ponderosa cobreixen les elevacions mitjanes amb avet blau i avet de Douglas a les zones riques en aigua i manzanita i matoll com a sotabosc. L'avet de Douglas i l'avet del Colorado, juntament amb el tremol i l'avet d'Engelmann, conformen els boscos de l'altiplà de Paunsaugunt. Les zones més dures tenen el pi flexible i el pi bristlecone antic de la Gran Conca, alguns de més de 1.600 anys.
Els boscos i prats de Bryce Canyon proporcionen l'hàbitat per donar suport a la vida animal diversa, com ara guineus, teixons, porcs espins, uapitís, mofetes, óssos negres, linces i picot. Els cérvols mul són els grans mamífers més comuns del parc. Els uatipís i l'antílop americà, que s'han reintroduït a prop, de vegades s'aventuren al parc.

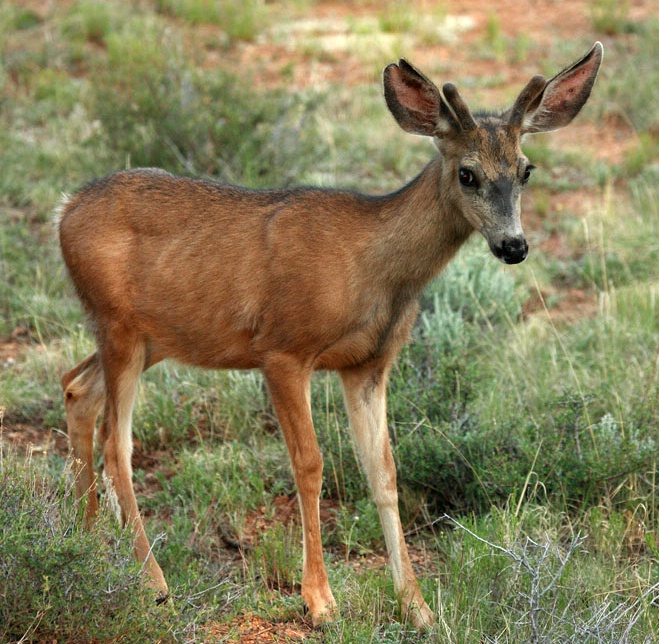
Un cervatell de cérvol mul

El parc nacional de Bryce Canyon forma part de l'hàbitat de tres espècies de fauna que figuren a la llista de la Llei d'espècies en perill d'extinció: el gosset de les praderies de Utah, el còndor de Califòrnia i el mosquer dels salzes. El gosset de les prades d'Utah és una espècie amenaçada que es va reintroduir al parc per a la seva conservació, i la població protegida més gran es troba als límits del parc.
Al voltant de 170 espècies d'ocells visiten el parc cada any, inclosos els apòdids i les orenetes. La majoria de les espècies migren a regions més càlides a l'hivern, tot i que es queden els garrassos, els corbs, els trepadors, les àguiles i els mussols. A l'hivern, el cérvol mul, els pumes i els coiots migren a elevacions més baixes. Els marmotinis i les marmotes passen l'hivern en hivernació.
Al parc s'han trobat onze espècies de rèptils i quatre espècies d’amfibis. Els rèptils inclouen la serp de cascavell de la Gran Conca, la sargantana de banyes curtes, la sargantana amb taques laterals, la serp de ratllat i els amfibis inclouen la salamandra tigrada.
També al parc hi ha les colònies negres, grumoses i de creixement molt lent del sòl criptobiòtic, que són una barreja de líquens, algues, fongs i cianobacteris. En conjunt, aquests organismes frenen l'erosió, afegeixen nitrogen al sòl i l'ajuden a retenir la humitat.

## Activitats

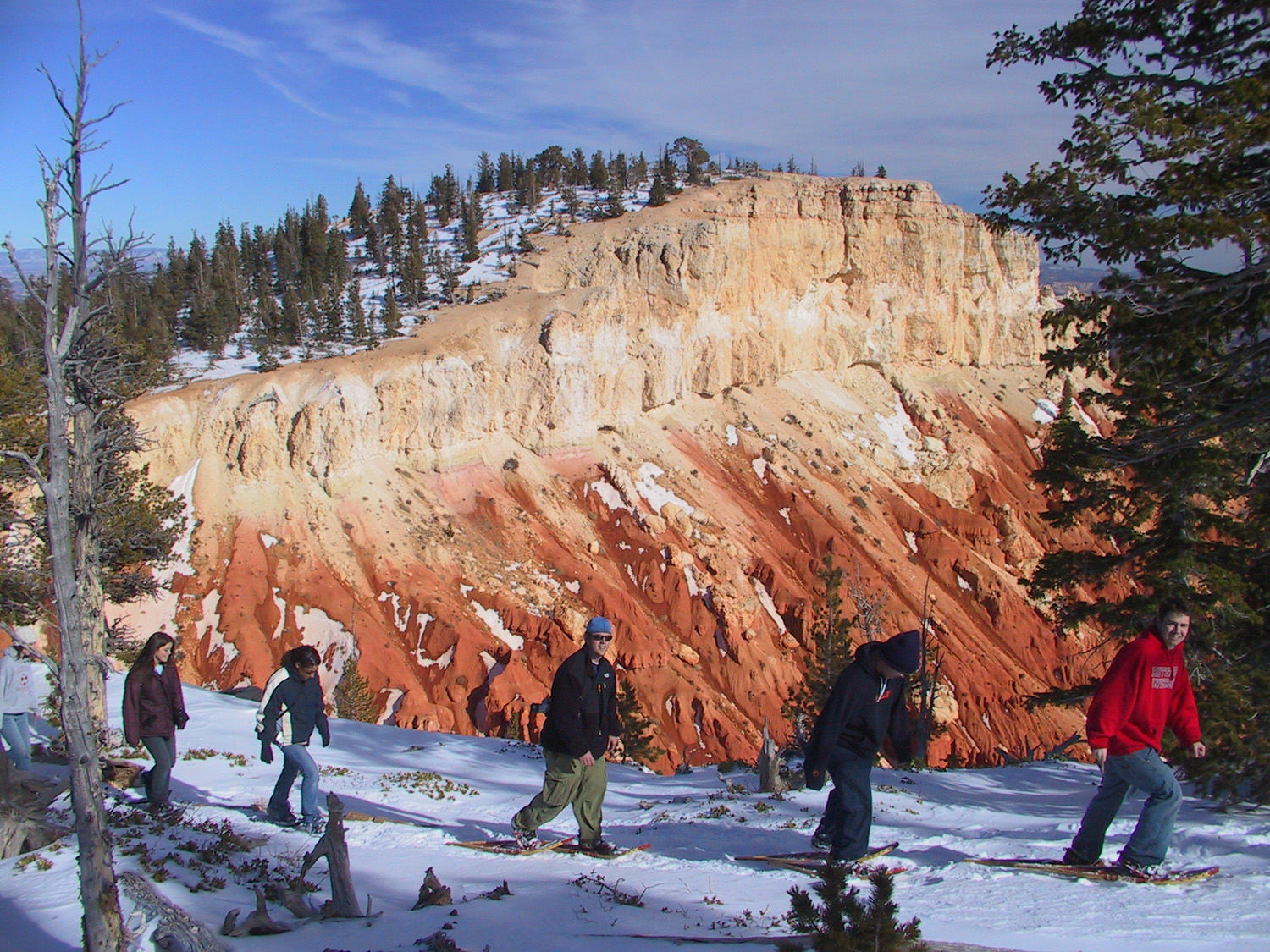
Les raquetes de neu són necessàries per fer senderisme a l'hivern.

La majoria dels visitants del parc fan turisme mitjançant la ruta panoràmica, que ofereix accés a 13 miradors sobre els amfiteatres. Bryce Canyon té vuit rutes de senderisme marcades i mantingudes que es poden fer en menys d'un dia. La llista següent inclou el temps d'anada i tornada i el començament de la ruta per a cadascun entre parèntesis:
Caminada fàcil a moderada
1. Mossy Cave (una hora, ruta estatal 12 al nord-oest de Tropic)

1. Rim Trail (5-6 hores, a qualsevol punt de la vora)

1. Bristlecone Loop (una hora, Rainbow Point) i Queens Garden (1-2 hores, Sunrise Point)

Caminada moderada
1. Bucle Navajo (1-2 hores, Sunset Point)

1. Tower Bridge (de 2 a 3 hores, al nord de Sunrise Point)

Excursions extenuants
1. Fairyland Loop (4-5 hores, Fairyland Point)

1. Peekaboo Loop (3-4 hores, Bryce Point)

Diversos dels senders anteriors es creuen, cosa que permet als excursionistes combinar rutes per a excursions més difícils.
El parc també té dos senders designats per fer senderisme nocturn: els 14 km Riggs Spring Loop Trail i els 37 km de sender under the Rim. Tots dos requereixen un permís d'acampada en l'exterior. En total, 80 km de senders al parc.

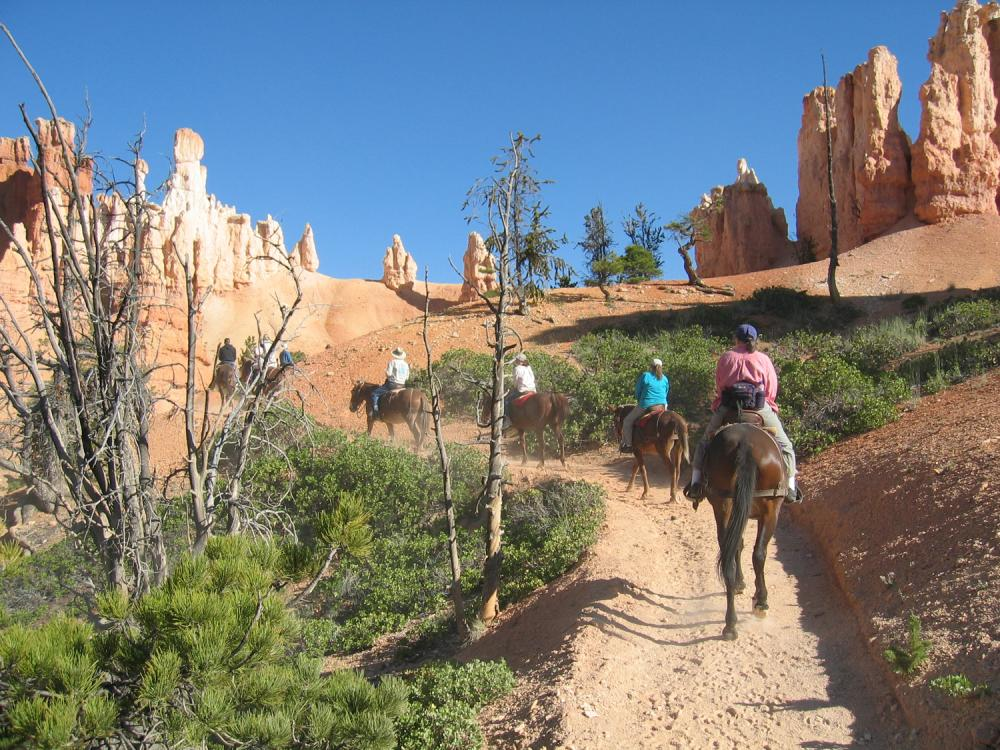
Genets al parc

Més de 16 km de pistes d'esquí senyalitzades però sense netejar estan disponibles fora de les pistes de Fairyland, Paria i Rim del parc. 32 km de pistes d'esquí cuidades connectades es troben al Dixie National Forest i a Ruby's Inn, a prop.
L'aire de la zona és tan clar que la majoria de dies des dels punts Yovimpa i Rainbow, es pot veure la muntanya Navajo i l'altiplà de Kaibab 140 km de distància a Arizona. En dies extremadament clars, les Black Mesas de l'est d'Arizona i l'oest de Nou Mèxic es poden veure a uns 260 km de distància.
El parc també té un cel nocturn de magnitud 7,4, el que el converteix en un dels més foscos d'Amèrica del Nord. Per tant, els observadors d'estrelles poden veure 7.500 estrelles a ull nu, mentre que a la majoria de llocs es poden veure menys de 2.000 a causa de la contaminació lumínica, i en moltes grans ciutats només se'n poden veure unes quantes dotzenes. Els guardaparcs organitzen esdeveniments públics d'observació d'estrelles i programes nocturns sobre astronomia, animals nocturns i protecció del cel nocturn. El Festival d'Astronomia de Bryce Canyon, que se celebra normalment al juny, atrau milers de visitants. En honor a aquest festival d'astronomia, l'asteroide 49272 va rebre el nom del parc nacional.
Hi ha dos càmpings al parc: North Campground i Sunset Campground. Loop A in North Campground està obert tot l'any. Els bucles addicionals i el campament Sunset estan oberts des de finals de primavera fins a principis de tardor. El Bryce Canyon Lodge de 114 habitacions és una altra manera de passar la nit al parc.